# ŽNK Slavonka Ladimirevci
ŽNK Slavonka je ženski nogometni klub iz Ladimirevaca, prigradskog naselja grada Valpova.

## Povijest
Ženski nogometni klub Slavonka Ladimirevci osnovan je 2004. godine.
Trenutačno se natječe u 2. hrvatskoj nogometnoj ligi za žene - istok.

## Vanjske poveznice
- RSSSF: Croatia (Women) 2008/09